# Cosmarium humile
Cosmarium humile  là một loài Song tinh tảo trong họ Desmidiaceae, thuộc chi Cosmarium.